# Pittman Center
Pittman Center és una població dels Estats Units a l'estat de Tennessee. Segons el cens del 2000 tenia 477 habitants.

## Demografia
Segons el cens del 2000, Pittman Center tenia 477 habitants, 220 habitatges, i 130 famílies. La densitat de població era de 30,8 habitants/km².
Dels 220 habitatges en un 22,3% hi vivien nens de menys de 18 anys, en un 50% hi vivien parelles casades, en un 6,4% dones solteres, i en un 40,5% no eren unitats familiars. En el 35% dels habitatges hi vivien persones soles el 12,7% de les quals corresponia a persones de 65 anys o més que vivien soles. El nombre mitjà de persones vivint en cada habitatge era de 2,17 i el nombre mitjà de persones que vivien en cada família era de 2,84.
Per edats la població es repartia de la següent manera: un 19,3% tenia menys de 18 anys, un 8,2% entre 18 i 24, un 23,1% entre 25 i 44, un 32,5% de 45 a 60 i un 17% 65 anys o més.
L'edat mediana era de 45 anys. Per cada 100 dones de 18 o més anys hi havia 101,6 homes.
La renda mediana per habitatge era de 27.734 $ i la renda mediana per família de 35.000 $. Els homes tenien una renda mediana de 31.250 $ mentre que les dones 20.714 $. La renda per capita de la població era de 19.862 $. Entorn del 7,9% de les famílies i el 13,3% de la població estaven per davall del llindar de pobresa.

## Poblacions més properes
El següent diagrama mostra les poblacions més properes.